# 돌비 비전

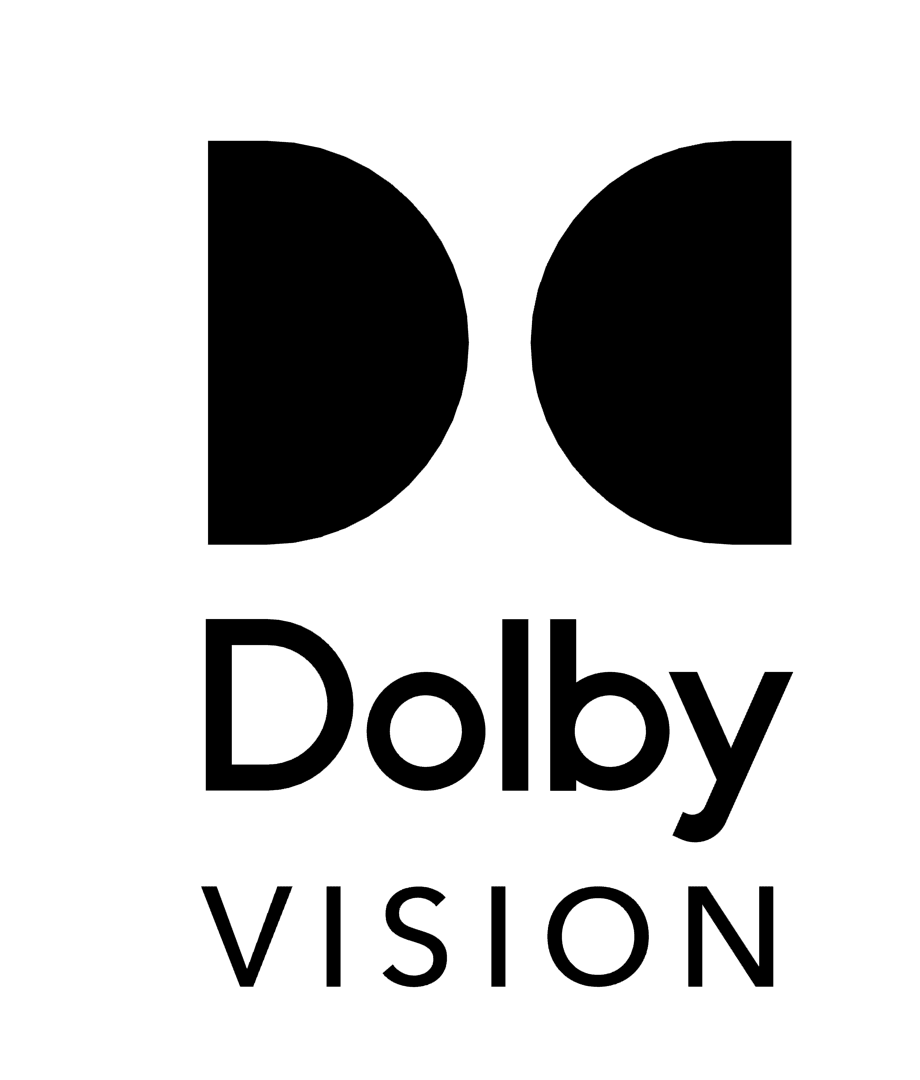
돌비 비전 로고

돌비 비전(Dolby Vision)은 돌비 연구소에서 HDR 비디오용으로 개발한 기술 세트이다. 콘텐츠 생성, 배포 및 재생에 대해 설명한다. 콘텐츠 제작자의 의도에 따라 HDR 비디오의 각 프레임을 소비자 디스플레이 기능에 맞게 조정하고 최적화하는 데 사용되는 동적 메타데이터를 포함한다.
돌비 비전은 2014년에 소개되었으며, 최초의 HDR 포맷이다. HDR10+는 경쟁 제품으로서 동적 메타데이터를 사용한다.
돌비 비전 IQ는 주변 조명에 따라 Dolby Vision 콘텐츠를 최적화하도록 설계된 업데이트이다.

## 라이선스
Dolby Vision은 Dolby의 독점 솔루션이다.
2021년에는 호환 컬러 그레이딩 시스템으로 Dolby Vision 자동 메타데이터를 만들 수 있으며 콘텐츠 제작자에게 추가 비용도 들지 않는다. 콘텐츠 제작자가 수동으로 동영상을 조정할 수 있도록 트림 기능을 활성화하려면 연간 2,500달러의 사용권이 필요하다. 등급 부여, 마스터링, 편집 또는 기타 전문 애플리케이션이나 기기의 OEM 및 제조업체는 라이센스를 신청해야 한다.
비즈니스 자일스 베이커의 돌비 SVP는 돌비 비전의 로열티 비용이 TV당 3달러 미만이라고 말했다.